# Соколов, Николай Кириллович
Николай Кириллович Соколов (1835—1874) — правовед, профессор Московского университета и Московской духовной академии.

## Биография
Происходил из духовного звания — родился 18 (30) марта 1835 года в семье священника. Учился в Костромском духовном училище, Костромской духовной семинарии (1848—1854) и Московской духовной академии, по окончании которой в 1858 году был оставлен бакалавром по кафедре русского церковного права. В 1861—1863 годах был за границей, где познакомился с западной религиозной жизнью. По возвращении в Россию был зачислен на кафедру новой церковной истории Московской духовной академии, где читал, в частности, лекции по реформации и одновременно преподавал немецкий и английский языки; был удостоен звания экстраординарного профессора.
В конце 1866 года он занял в качестве экстраординарного профессора новообразованную кафедру церковного права на юридическом факультете Московского университета; с 1871 года ординарный профессор церковного права. Несколько лет был также членом университетского суда и редактором «Университетских известий» (1869—1872). С 1870 года был сотрудником «Православного обозрения».
Был женат на дочери протоиерея И. М. Богословского-Платонова, Ольге (1849-1915). Дочь Лидия была замужем за профессором Московской духовной академии Н. А. Заозерским.
Скончался 25 октября (6 ноября) 1874 года от ангины

## Труды
Литературная деятельность Н. К. Соколова была обширна и началась в 1859 году статьями:
- «Учреждение патриаршества в России» и «О мирской власти епископов римских» («Прибавления к Творениям св. Отец»).

За ними последовали:
- «О духовенстве в древней России» (1860)
- «Извлечения из писем о церкви англиканской» (1865)
- «О протестантском богословии и его современном направлении в Англии» (1863)
- «О судьбе науки церковного права» (1868)
- «Средневековые учения об отношении церкви к государству» (1869)
- «О влиянии церкви на историческое развитие права» (1870) и др.

Особенное впечатление произвели статьи Соколова по вопросу о духовно-судебной реформе, в которых были указаны многие причины недостатков духовных судов и приведены способы их устранения:
- «О началах и формах духовного суда» («Православное Обозрение». — 1870, № 5 и 6),
- «Духовной суд в древней церкви в первые три века христианства и в период вселенских соборов» («Православное Обозрение». — 1870, № 9—12; 1871, № 1—2),
- «Основные начала судебной реформы в применении к ведомству духовного суда» («Православное Обозрение». — 1871, № 3 и 5).

В то же время Соколов написал:
- «Состав епископского управления в древней церкви» («Православное Обозрение». — 1870, № 10),
- «О соборном управлении в христианской церкви» («Православное Обозрение». — 1871, № 5).

В первой он вооружался против вторжения государственного чиновнического элемента в церковную жизнь, а во второй — против тех подделок под древние формы свободной церковной жизни, которые могут служить прикрытием начал и тенденций, чуждых свободному духу древней христианской церкви. Статьи о церковном суде вызвали, с одной стороны, сочувствие к нему известной части общества и Синода, который даже руководился ими, и с другой — страстную полемику. В ответ на неё были напечатаны:
- «По поводу статьи „О соборном управлении в христианской церкви“» (1871)
- «О разделении суда и администрации в епархиальном ведомстве» («Православное Обозрение». — 1871, № 10—11).

Однако, полемика продолжалась, и Соколов не пожелал более высказываться печатно по этому вопросу. Дальнейшие его статьи носили исторический характер:
- «Взгляд на церковную реформацию в Англии» («Православное Обозрение». — 1872, № 2)
- «Судьбы папской системы церковного управления» («Православное Обозрение». — 1872, № 11).

После смерти Н. К. Соколова были напечатаны его записки: «Из лекций по церковному праву. Вып. I. Введение в церковное право. Вып. II. Система канонического права» (М., 1875).

## Источник
- Соколов, Николай Кириллович // Энциклопедический словарь Брокгауза и Ефрона : в 86 т. (82 т. и 4 доп.). — СПб., 1890—1907.
- Волков В. А., Куликова М. В., Логинов В. С. Московские профессора XVIII — начала XX веков. Гуманитарные и общественные науки. — М.: Янус-К, 2006. — С. 225—226. — 300 с. — 2000 экз. — ISBN 5—8037—0318—4.
- Бахтина В. А. СОКОЛОВ Николай Кириллович // А. Ю. Андреев, Д. А. Цыганков Императорский Московский университет: 1755—1917 : энциклопедический словарь. — М.: Российская политическая энциклопедия (РОССПЭН), 2010. — С. 672—673. — ISBN 978-5-8243-1429-8.